# 京和傘

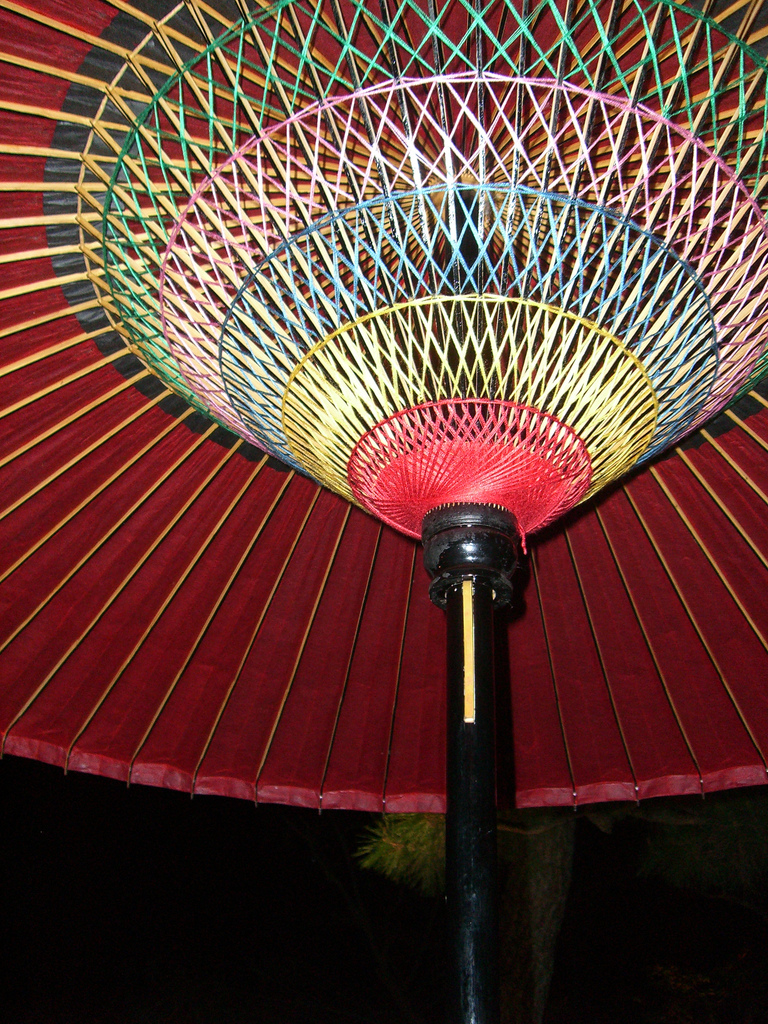
京和傘

京和傘（きょうわがさ）は和傘の一つ。

## 概要
茶道に用いられる「本式野点傘」はそれまでの妻折の野点傘と異なり、番傘の形態をそのまま拡大した傘骨を持つ。蛇の目傘は基本的に岐阜和傘と同様の装飾を持つ（黄の糸のかすみかがり）。

## 歴史
平安時代後期に中国から漢字、茶筒などと一緒に送られてきたことで浸透していった

## 特徴
- 紙は五箇山和紙（富山）、美濃和紙（岐阜）、越前和紙（福井）を使い分けて使用している。
- ろくろは長屋木工所（岐阜）、竹骨は一色加工所（岐阜）製のものを使用している[1]。

## 特殊な加工
雨用傘では亜麻仁油塗布または薬品による強化撥水加工で撥水性を確保する。展示用、室内利用の場合はこの工程が省かれる場合がある。UVカットコーティングを施す場合もある。

## 発展
茶道に用いられる「本式野点傘」はそれまでの妻折野点傘と異なり、番傘の形態をそのまま拡大した傘骨を持つ。かがり糸を排し、過度な装飾をさけたとされる。また、近年にいたり、その製造技術を発展させた照明器具のデザイン用、観賞用のミニ傘、建築インテリアへの利用など（岐阜和傘の項目に載るみんなの森 ぎふメディアコスモスの写真も参照）、多方面への開発も行われている。

## 現状
製造を担うのは現存1店のみである。それは和傘が日常的に用いられるケースは少なく、踊りや芝居などの伝統芸能の小道具、伝道行事や茶道の際の道具、各種展示物、土産物として利用される側面が強いため、需要が確保できず徐々に生産拠点が減少したためとされる。後継者問題も取りざたされたが、現在は後継者問題は免れた。

## 種類
- 番傘
- 蛇の目傘
- 羽二重
- 和日傘，日傘
- 野点傘